# جرالد شرودر
جرالد لاورِنس شرودِر (انگلیسی: Gerald Lawrence Schroeder) یک فیزیک‌دان ارتودکس یهودی، نویسنده، کنفرانس دهنده و معلم در کالج مطالعات یهودی آیش هاتورا، سمینار اکتشاف، لزومات و برنامه‌های فلوشیپ مرکز اجرایی یادگیری است. کسی که بر روی مشاهدات خود تمرکز می‌کند تا رابط و چسبنده ای بین علم و روحانیت باشد.

## تحصیلات
شرودر لیسانس خود را در سال ۱۹۵۹ فوق لیسانس در ۱۹۶۱ و دکترای فیزیک هسته ای، زمین و علوم نجومی را در ۱۹۶۵ از دانشگاه اِم آی تی (موسسه فناوری ماساچوست) دریافت کرد. او ۵ سال در بخش فیزیک کار کرد. او عضوی از کمیسیون انرژی اتمی ایالات متحده آمریکا بود.

## مهاجرت به اسرائیل
پس از مهاجرت به اسرائیل در سال ۱۹۷۱ شرودر به عنوان محقق در موسسه علوم وایزمن، دانشگاه عِبری اورشلیم و مرکز تحقیقات ولکانی استخدام شد؛ و در حال حاضر در کالج مطالعات یهودی آیش هاتورا تدریس می‌کند.

## دید مذهبی و نظریه‌های علمی
کارهای او اغلب به تالمودیک، میدارشیک و medieval commentaries on Biblical creation accounts ارجاع داده شده‌است؛ همانند commentaries نوشته شده توسط فیلسوف یهودی ناچمانیدِس.
در میان دیگر چیزها، شرودر سعی دارد شش روز خلقت همان‌طور که در تورات شرح داده شده با شواهد علمی که جهان میلیاردها سال است وجود دارد، مرتبط سازد. با استفاده از این ایده که جریان زمان دریافت شده برای رویداد خاصی در کهکشان در حال گسترش نسبت به دید مشاهده کنده نسبت به آن رویداد متفاوت است.
او تلاش دارد دو دید عددی که اثر گسترش فضا-زمان را طبق نظریه نسبیت عام محاسبه کند
He attempts to reconcile the two perspectives numerically, calculating the effect of the stretching of space-time, based on Einstein's general relativity.
Namely, that from the perspective of the point of origin of the Big Bang, according to Einstein's equations of the 'stretching factor', time dilates by a factor of roughly 1,000,000,000,000, meaning one trillion days on earth would appear to pass as one day from that point, due to the stretching of space.
هنگامیکه بر سن محاسبه شده جهان در ۱۳٫۸ میلیارد سال به کاربرده می‌شود، از دید نقطه مبدأ، جهان امروز به نظر می‌رسد شش روز حیات خود را آغاز کرده‌است یا اگر این جهان از دیدگاه زمین ۱۵ میلیارد سن دارد، بنظر می‌رسد که در شش روز کامل شده باشد.
آنتونی فلو، فیلسوف آکادمیک که بیشتر زندگی بزرگسالی خود آتئیسم را رواج داد، بیان کرد که بحث‌های جِرالد شرودر بر تصمیم او برای دِئیست (اعتقاد به وجود خدا) شدن تأثیر گذاشته‌است.

## شخصی
همسر شرودر، باربارا سوُفِر، مقاله‌نویس محبوب روزنامه اسرائیلی، اورشلیم پُست، به زبان انگلیسی است. این زوج ۵ فرزند دارند.

## جایزه‌ها
در سال ۲۰۱۲ شرودر، جایزه تروتِر را از دانشکده علوم دانشگاه تگزاس اِ اِند اِم دریافت کرد.